# Гуррукбіль
Гуррукбіль – газоконденсатне родовище на південному сході Туркменістану. За міжнародною класифікацією відноситься до категорії гігантських.
Поклади вуглеводнів родовища пов’язані із відкладами нижньої крейди (шатлицький горизонт готерівського ярусу) та залягають на глибині 2263 метра.
Початкові видобувні запаси Гуррукбіль оцінили у 93,4 млрд м3 газу та 0,3 млн тон конденсату.
Родовище відкрили у 1991 році та ввели в експлуатацію у 2009-му.
Видачу продукції облаштували по газопроводу Гарабіль – Гуррукбіль – Довлетабад.